# Katlehong
Katlehong (Sesotho; deutsch etwa „Ort des Wohlstands“) ist ein administrativer Bestandteil der Metropolgemeinde Ekurhuleni in der südafrikanischen Provinz Gauteng.

## Geographie
2011 hatte Katlehong 407.294 Einwohner. Der Stadtteil liegt südlich von Germiston. Das Township Vosloorus liegt unmittelbar nordöstlich, Thokoza westlich von Katlehong. 2011 gaben 37 % der Bewohner isiZulu und 22 % Sesotho als erste Sprache an. Der Bach Natalspruit fließt in Nord-Süd-Richtung durch Katlehong.

## Geschichte
Katlehong wurde 1945 als Township für schwarze Südafrikaner eingerichtet. Von Mai 1993 bis Januar 1994 gab es hier, in Thokoza und Vosloorus bei bürgerkriegsartigen Unruhen zwischen Anhängern von African National Congress und Inkatha Freedom Party 1800 Tote. Zu ihnen zählte der Fotograf Abdul Shariff, der bei einem Anschlag, der offenbar Cyril Ramaphosa und Joe Slovo galt, erschossen wurde. Seit 2000 ist Katlehong Teil der Metropolgemeinde Ekurhuleni. 2014 wurde das Natalspruit Hospital in Katlehong geschlossen und in Vosloorus neueröffnet.

## Verkehr
Die National Route 3 führt unmittelbar am Nordostrand von Katlehong entlang. Die R550 verläuft südlich von Katlehong. Die Metrorail Gauteng bedient im Nahverkehr von Germiston kommend die Stationen Katlehong, Lindela, Pilot und Kwesine, die alle im Gebiet von Katlehong liegen. Auf der westlich gelegenen Strecke Germiston–Vereeniging bedient sie die Halte Natalspruit und Alrode, die am Nordwestrand von Katlehong liegen. Das im Süden Katlehongs liegende Zonkizizwe hat einen Bahnhof an einer anderen Bahnstrecke, der aber nicht im Personenverkehr bedient wird.